# Noul Imperiu Babilonian
Imperiul Neo-Babilonian, Noul Imperiu Babilonian, sau al Doilea Imperiu Babilonian a fost un stat care a dominat Mesopotamia între anii 626 și 539 î.Hr.. În cursul celor trei secole premergătoare înființării sale (911-cca. 612 î.Hr.), Babilonia s-a aflat sub dominația vecinilor săi nordici din Asiria. Babilonia și Asiria împărțeau, în esență, aceeași limbă, religie, cultură, istorie și etnicitate, dar relațiile politice dintre cele două entități au fost de multe ori încordate sau volatile.
Asirienii au reușit să-și mențină dominația asupra babilonienilor de-a lungul perioadei neo-asiriene, fie câștigându-le loialitatea prin acordarea de privilegii crescute, fie prin forța armelor, dar în cele din urmă situația s-a schimbat radical în 627 î.Hr. prin moartea ultimului mare conducător neo-asirian, Assurbanipal. În anul următor, Babilonia s-a răzvrătit sub conducerea lui Nabopolassar Caldeeanul. În alianță cu mezii, acesta a distrus orașul Ninive în 612 î.Hr., iar tronul imperiului a fost din nou transferat către Babilonia, după mai bine de o mie de ani de la domnia ultimului rege babilonian, pe nume Hammurabi.
Perioadă neo-babiloniană a cunoscut o mare înflorire în arhitectură, artă și știință.

## Regii Imperiului Neo-Babilonian
- Nabu-apla-usur (Nabopolassar) 626 - 605 î.Hr.
- Nabu-kudurri-usur al II-lea (Nebuchadrezzar al II-lea / Nabucodonosor al II-lea) 605 - 562 î.Hr.
- Amel-Marduk 562 - 560 î.Hr.
- Nergal-šar-usur (Nergal-sharezer) 560 - 556 î.Hr.
- Labaši-Marduk  556 î.Hr.
- Nabu-na'id (Nabonid) 556 - 539 î.Hr.